# Parfait Mandanda
Parfait Mandanda (* 10. November 1989 in Nevers, Frankreich) ist ein französisch-kongolesischer Fußballtorwart.

## Karriere

### Vereinskarriere
Mandanda begann seine Karriere 1999 bei SM Caen. In der Saison 2006/07 stand er im Kader der zweiten Mannschaft des Klubs. Zur Saison 2007/08 wechselte er zu Girondins Bordeaux, wo Mandanda bei der zweiten Mannschaft einige Male zum Einsatz kam. 2008 kam er zum ersten Mal in den Profikader seines Vereins, kam aber nicht zum Einsatz.
Deshalb wurde er in der Winterpause der Saison 2008/09 an den AS Beauvais in die 3. Liga in Frankreich bis zum Ende der Saison verliehen. Am 29. Mai 2009 debütierte er im Spiel gegen Aviron Bayonnais, das 0:1 verloren ging. Im Juli 2009 nutzte Beauvais die Kaufoption im Leihvertrag und kaufte Parfait Mandanda, der in dieser Saison vier Spiele machte.
In der Saison 2010/11 wechselte er zu Altay İzmir, wo er 12 Spiele absolvierte. In der Saison 2011/12 ging er zu Sporting Charleroi nach Belgien. Er debütierte am 5. November 2011 beim Spiel gegen Lommel United, welches 1:0 gewonnen wurde. In dieser Saison gewann man die Zweitliga-Meisterschaft und stieg in die 1. Division auf. Zur Saison 2012/13 konnte sich Mandanda als Stammtorwart durchsetzen. Seinen Stammplatz verlor er aber in der Saison 2014/15 an Neuzugang Nicolas Penneteau und agiert seitdem als sein Stellvertreter.
In den Jahren 2019 bzw. 2020 folgten dann Ausleihen zum rumänischen Erstligisten Dinamo Bukarest sowie Hartford Athletic in der US-amerikanischen USL Championship. Die Saison 2021/22 verbrachte er beim belgischen Zweitligisten Royal Excel Mouscron und nach dessen Insolvenz war der Torhüter ein Jahr vereinslos, ehe er sich im Sommer 2023 erneut der Reservemannschaft des SM Caen anschloss. Doch schon in der folgenden Winterpause wurde er vom Trainer der Profis, Nicolas Seube, in den Kader des Zweitligisten hochgezogen. 

### Nationalmannschaft
Anfangs spielte Mandanda für die U-16- und die U-21-Mannschaften von Frankreich, entschied sich aber für das Nationalteams der DR Kongo. Am 5. Februar 2008 wurde er erstmals für das Spiel gegen die französische B-Nationalmannschaft nominiert. Parfait spielte nur in der 2. Halbzeit und verpasste es somit, direkt gegen seinen Bruder Steve zu spielen, da dieser in der 1. Halbzeit für Frankreich spielte. Mandanda stand im Kader der kongolesischen Nationalmannschaft, die am Afrika-Cup 2013 in Südafrika teilnahm. Auch war er Teil der Nationalmannschaft, die 2015 bei der Afrikameisterschaft in Äquatorialguinea den dritten Platz belegte. Insgesamt absolvierte er bis zum Jahre 2019 zwanzig Länderspiele (davon drei inoffizielle) für die Kongolesen.

## Erfolge
Nationalmannschaft
- Dritter bei der Afrikameisterschaft: 2015 (ohne Einsatz)

Sporting Charleroi
- Belgischer Zweitliga-Meister: 2011/12

## Privates
Alle seine drei Brüder sind ebenfalls Torhüter. Der 1985 geborene Steve ist ehemaliger französischer Nationaltorwart und spielt aktuell beim französischen Erstligisten Stade Rennes, der 1992 geborene und mittlerweile zurückgetretene Riffi spielte beim AC Ajaccio und war ehemaliger kongolesischer U-21-Nationaltorwart. Sein jüngster Bruder, der 1999 geborene Over, steht beim Amateurverein FC Libourne unter Vertrag.